# Buscador visual
Un buscador visual es un motor de búsqueda diseñado para buscar información en Internet a través de la entrada de una imagen o un motor de búsqueda con un despliegue visual de los resultados de búsqueda.
La información puede consistir en páginas web, imágenes u otros tipos de documentos. Actualmente la utilización de estos motores de búsquedas es predominante en dispositivos móviles, ya que permite obtener información sobre objetos desconocidos en cualquier momento y lugar.
Existen varias técnicas para realizar búsquedas visuales, y la más utilizada es la consulta de imágenes mediante ejemplo

## Clasificación
Dependiendo de la naturaleza del buscador se pueden distinguir dos grandes grupos, los que tienen como objetivo encontrar información visual (imagen, vídeo ...) y los que presentan un despliegue visual de los resultados.camaras

## Buscadores de información visual

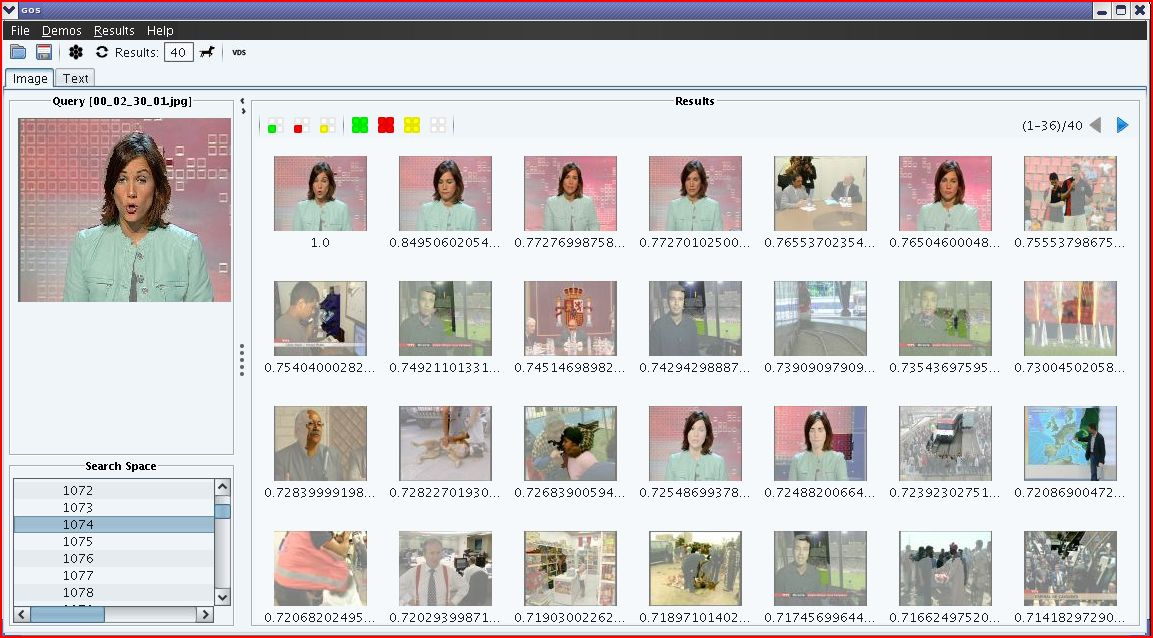
Captura de pantalla de los resultados mostrados por el buscador de imágenes mediante ejemplo GOS

### Buscador de imágenes
Un buscador de imágenes es un motor de búsqueda que tiene como objetivo encontrar una imagen. La búsqueda se puede hacer a partir de palabras claves (texto), otra imagen o un enlace web a una imagen. Los resultados obtenidos dependen de los criterios de búsqueda, tales como metadatos, distribución de color, forma, etc. y de la técnica de búsqueda que utiliza el buscador.

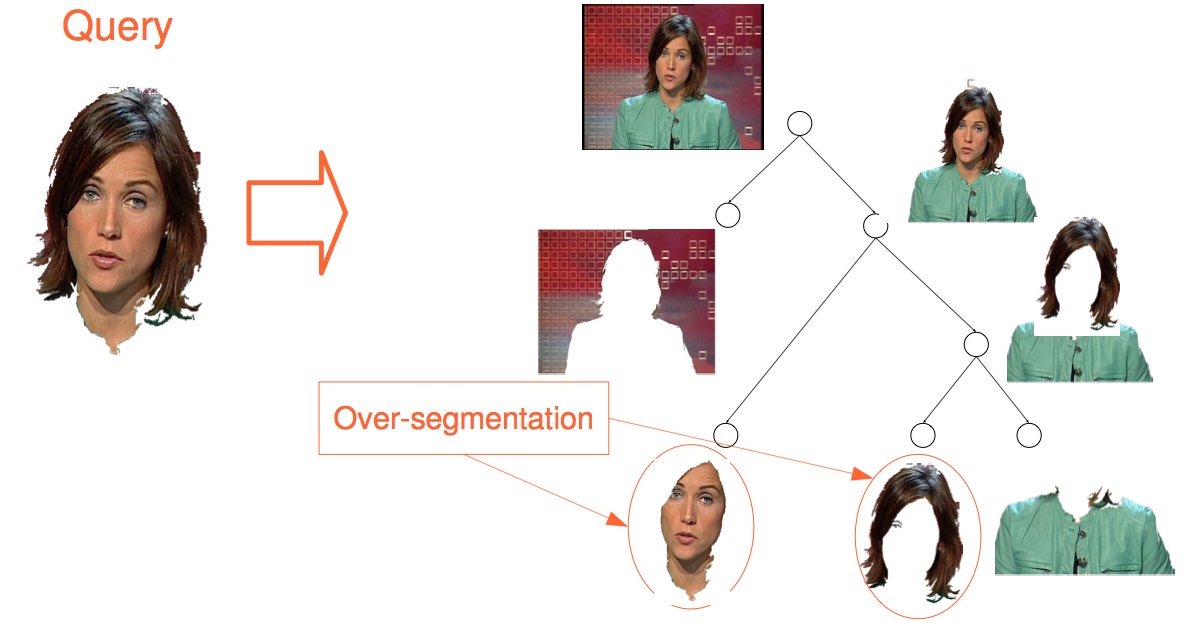
Esquema de una búsqueda realizada mediante ejemplo a partir de regiones detectables en una imagen

#### Técnicas de búsqueda de imágenes
Actualmente se utilizan dos técnicas en la búsqueda de imágenes: 

Búsqueda mediante metadatos: La búsqueda de imágenes se basa en la comparación de metadatos asociados a la imagen como palabras claves, texto, etc. y se obtiene un conjunto de imágenes ordenadas por relevancia. Los metadatos asociados a cada imagen pueden hacer referencia al título de la imagen, formato, color, etc. y pueden ser generadas de forma manual o automática. Este proceso de generación de metadatos se llama indexación audiovisual. 

Búsqueda mediante ejemplo: En esta técnica, también llamada consulta de imágenes mediante ejemplo, los resultados de la búsqueda se obtienen gracias a la comparación entre imágenes mediante técnicas de visión por ordenador. Durante la búsqueda se analiza el contenido de la imagen, como por ejemplo color, formas, texturas o cualquier información visual que se puede extraer de la imagen. Este sistema requiere una complejidad computacional mayor, pero es más eficiente y fiable que la búsqueda mediante metadatos.
También existen buscadores de imágenes que combinan las dos técnicas de búsqueda, ya que la primera búsqueda se hace introduciendo un texto, y a continuación, a partir de las imágenes obtenidas se puede refinar la búsqueda utilizando como parámetros de búsqueda las imágenes que aparecen como resultado.

### Buscador de vídeos
Un buscador de vídeos es un motor de búsqueda destinado a buscar vídeo en la red. Algunos buscadores de video realizan la búsqueda directamente en internet, mientras que otros albergan los vídeos de entre los que se hace la búsqueda. Algunos buscadores permiten también utilizar como parámetros de búsqueda el formato o la longitud del vídeo. Normalmente los resultados vienen acompañados de una captura en miniatura del vídeo.

#### Técnicas de búsqueda de vídeos
Actualmente, prácticamente todos los buscadores de video se basan en palabras clave (búsqueda mediante metadatos) para realizar las búsquedas. Estas palabras clave se pueden encontrar en el título del vídeo, en texto adjunto el vídeo o pueden ser definidas por el autor. Un ejemplo de este tipo de buscadores es Youtube, uno de los buscadores de vídeos más famosos de internet.
Algunos buscadores generan las palabras clave manualmente, mientras que otros utilizan algoritmos para analizar el contenido audiovisual del vídeo y generar las etiquetas. La combinación de estos dos procesos mejora la fiabilidad de la búsqueda.

### Buscador de modelos 3D
Un buscador de modelos 3D tiene como objetivo final encontrar el archivo de un objeto modelado en 3D de entre una base de datos o red. A simple vista puede parecer innecesaria la implementación de este tipo de buscadores, pero debido a la continua inflación documental de internet cada vez se hace más necesaria la indexación de la información.

#### Técnicas de búsqueda de modelos 3D
Tradicionalmente se han utilizado buscadores basados en texto (palabras clave), en donde los autores del material o los usuarios de internet contribuyen en el proceso de generación de palabras clave, pero debido a que no es siempre efectiva, recientemente se ha investigado en la implementación de buscadores que combinan la búsqueda mediante texto con la búsqueda por comparación de dibujos 2D, dibujos 3D y modelos 3D.
La Universidad de Princeton ha desarrollado un buscador que combina todos estos parámetros para realizar las búsquedas, aumentando así la eficiencia del buscador.

### Buscador para móviles
Un buscador con imágenes para móviles es un tipo de motor de búsqueda diseñado exclusivamente para dispositivos móviles, a través del cual se puede buscar información de cualquier tipo a Internet, ya sea por medio de una imagen hecha con el propio teléfono móvil o utilizando unas palabras determinadas (palabras clave).

#### Introducción
Los teléfonos móviles se han convertido en poderosos dispositivos de procesamiento de imagen y vídeo equipados con cámaras de alta resolución, pantallas en color, y gráficos con un hardware muy potente, y han evolucionado exponencialmente en los últimos años hasta convertirse en los principales medios para obtener información, ya que pueden ser utilizados casi en todas partes. También se han equipado cada vez más con sistemas de posicionamiento global y se han conectado a redes de banda ancha inalámbrica. Todo esto genera una nueva clase de aplicaciones que utilizan la cámara del teléfono para iniciar la búsqueda de consultas de objetos de proximidad visual al usuario. Estas aplicaciones se pueden utilizar, por ejemplo, para la identificación de productos, comparación de precios, búsqueda de información sobre películas, CD u obras de arte.

#### Funcionamiento
Normalmente, este tipo de motores de búsqueda suelen emplear técnicas de consulta mediante ejemplo o consulta de imágenes mediante ejemplo, los cuales utilizan el contenido, forma, textura y color de la imagen para compararla en una base de datos y posteriormente ofrecer los resultados más aproximados a la consulta.
El proceso que siguen estas búsquedas en los dispositivos móviles es el siguiente:
En primer lugar, se envía la imagen al servidor de la aplicación. Ya en el servidor, la imagen será analizada por diferentes equipos de análisis, ya que cada uno está especializado en reconocer los diferentes campos que forman una imagen. Entonces, cada equipo de análisis decidirá si la imagen enviada contiene los campos de su especialidad o no.
Una vez terminado todo este procedimiento, un ordenador central analizará los datos obtenidos y creará una página con los resultados ordenados a partir de la eficiencia de cada equipo de trabajo, para finalmente ser enviada al terminal móvil.

#### Aplicaciones
Las aplicaciones más conocidas para llevar a cabo estas búsquedas son:

##### Kooaba
Kooaba es una aplicación gratuita para los sistemas operativos de Android y IPhone, pero solo se centra en portadas de objetos, como carátulas de CD.

##### TinEye Mobile
TinEye Mobile es una aplicación que sirve también para reconocer carátulas de CD. En su página web tienen más de mil millones de imágenes indexadas.

##### Google Googles
Google Goggles es la aplicación más importante de buscadores con imágenes, desarrollada por Google Labs. También está disponible tanto para Android como para IPhone.

##### Similify
Similfy es una aplicación gratuita para dispositivos Android y iPhone que permite, a hombres y mujeres, encontrar y comprar moda a partir de una foto.

## Buscadores con despliegue visual
Otro tipo de buscador visual son los buscadores con despliegue visual, que presentan los resultados de una forma alternativa a la tradicional sucesión de enlaces. Mediante algún tipo de estructuración visual de los resultados, ya sean gráficos, diagramas, previsualizaciones de las webs, etc. se pretende mostrar los resultados (ya sean imágenes, documentos, enlaces, etc.) de tal manera que sea más sencillo encontrar el material deseado.
Este tipo de buscadores presentan un nuevo concepto en la presentación de los resultados, pero las técnicas de búsqueda utilizadas son las mismas que en los otros tipos de buscadores.